# تشان باركر
تشان باركر (بالإنجليزية: Chan Parker)‏ هي كاتِبة أمريكية، ولدت في 29 يونيو 1925 في نيويورك في الولايات المتحدة، وتوفيت في 9 سبتمبر 1999 في إيتامبس في فرنسا.